# Хачатуров Тигран Сергійович
Тигран Сергійович Хачатуров (23 вересня (6 жовтня) 1906, Москва, Російська імперія — 14 вересня 1989, Москва, Російська РФСР) — радянський економіст, член-кореспондент (1943), академік Академії наук СРСР (1966).

## Біографія
Закінчив Московський університет в 1926. Доктор економічних наук (1940). Член КПРС з 1945. Директор науково-дослідного інституту залізничного транспорту (1945—1949), директор інституту комплексних транспортних проблем (1954—1959), головний редактор журналу «Вопросы экономики» (з 1966), академік-секретар Відділення економіки АН СРСР (1967—1971), заступник голови Комісії з вивчення продуктивних сил і природних ресурсів при Президії АН СРСР (з 1971). Професор МДУ (з 1971). Член редколегії журналу «Супутник».
Основні праці по теорії соціалістичного відтворення, економічної ефективності капітальних вкладень, економіці капітального будівництва, економіці транспорту, розміщенню продуктивних сил, сучасній економіці СРСР та соціалістичного табору.
Почесний член Угорської АН (1970), почесний доктор Економічної академії ім. О. Ланге (ПНР, 1977).
Похований у Москві на вірменському кладовищі.

## Наукові оцінки
Займаючись дослідженням капіталовкладень, запропонував моделі їх оцінки, що базувались на ефективності від їх використання, а не на економії ресурсів при їх створенні, як було прийнято в СРСР.
У 1981 році оцінив тенденції розвитку економіки СРСР як такі, що мали призвести до розпаду СРСР.
У 1988 році визначив, що щорічні трати від зниження ефективності капіталовкладень у 1970-1980-ті роки майже на чверть перевищували середньорічні матеріальні втрати під час німецько-радянської війни.